# 예비크

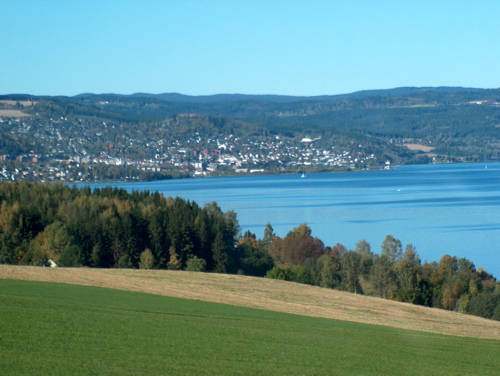
예비크

오플란 주에 표시된 예비크의 위치

예비크(노르웨이어: Gjøvik)는 노르웨이 오플란주에 위치한 도시로, 면적은 672km2, 인구는 28,807명(2010년 기준), 인구 밀도는 44명/km2이다. 1807년 신설된 유리 제조업의 발전, 19세기 초반 발드레스(Valdres)와 베스틀란(Vestlandet)의 지원 등으로 인해 크게 성장했으며 1864년 도시 지위를 부여받았다.

시 문장